# Всхова
Всхова (пол. Wschowa, нім. Fraustadt) — місто в західній Польщі.
Адміністративний центр Всховського повіту Любуського воєводства.

## Історія
У лютому 1706 року поблизу міста відбулася битва між московсько-саксонським військом генерал-фельдмаршала Йогана Матіаса Шуленбурга та шведським Карла Густава Реншильда, яка завершилася розгромом московсько-саксонського війська.

## Демографія
Демографічна структура станом на 31 березня 2011 року:
|          | Загалом | Допрацездатний вік | Працездатний вік | Постпрацездатний вік |
| -------- | ------- | ------------------ | ---------------- | -------------------- |
| Чоловіки | 6994    | 1435               | 4919             | 640                  |
| Жінки    | 7473    | 1367               | 4486             | 1620                 |
| Разом    | 14467   | 2802               | 9405             | 2260                 |